# Haltere

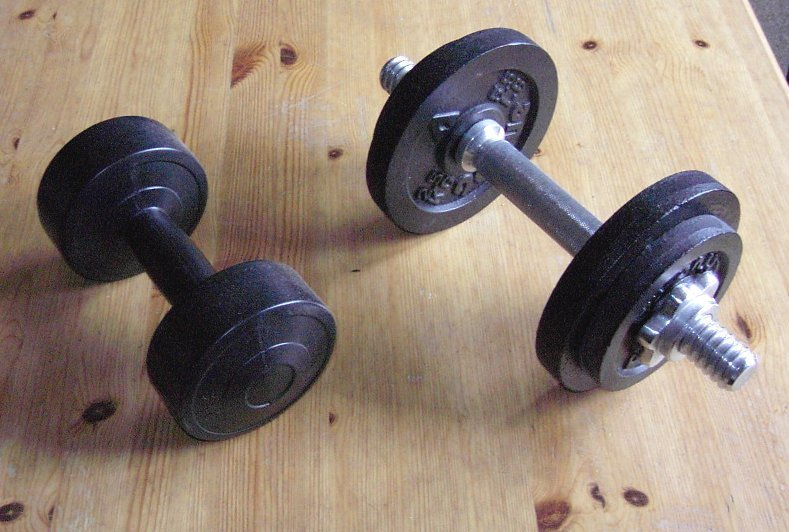
Um par de halteres.

Haltere (português europeu) ou halter (português brasileiro) é um equipamento usado para realizar exercícios em treinamento com pesos. É utilizado por alguns profissionais como educadores físicos para musculação e fisioterapeutas como forma de tratamento de problemas que acometem os músculos.